# Mayama (Republik Kongo)
Mayama ist ein Ort und Verwaltungszentrum des gleichnamigen Distrikts (district de Mayama) im Departement Pool im Südosten der Republik Kongo.

## Geographie
Der Distrikt liegt im Zentrum des Departments. Er grenzt an die Distrikte Ngabe und den Hauptstadtdistrikt Brazzaville im Osten, die Distrikte Kinkala und Mindouli im Süden, den Distrikt Kindamba im Westen, sowie den Distrikt Djambala im Department Plateaux im Norden.
Der Distrikt wird im Norden durch den Fluss Nambouli begrenzt. Er gehört größtenteils zum Hochplateau. Prägende Landstriche sind die Plaine de Nzono im Süden und das Lefini Hunting Reserve im Nordosten.
Im Süden verläuft die N 1 von Osten nach Westen durch den Distrikt.
Der namengebende Ort liegt weit im Süden. Weitere Orte sind: Bitélomono, Kindounga, Matingou, Nkué, Malonga, Mobili, Goungou, Kindanba, Zoulou, Goumoukoutou, Kingouala, Kindanba Mayela, Kibouendé, Ooua, Fia, Liké, Isoubi, Kaounga, Nzao und Lenion.